# ポール・リード・スミス
ポール・リード・スミス（Paul Reed Smith、略称：PRS）は、エレクトリックギターとエレクトリックベースを製造する、アメリカ合衆国の企業及びその創業者である。1985年設立。現在、社名としてはPRS Guitarsという表現を使用している。

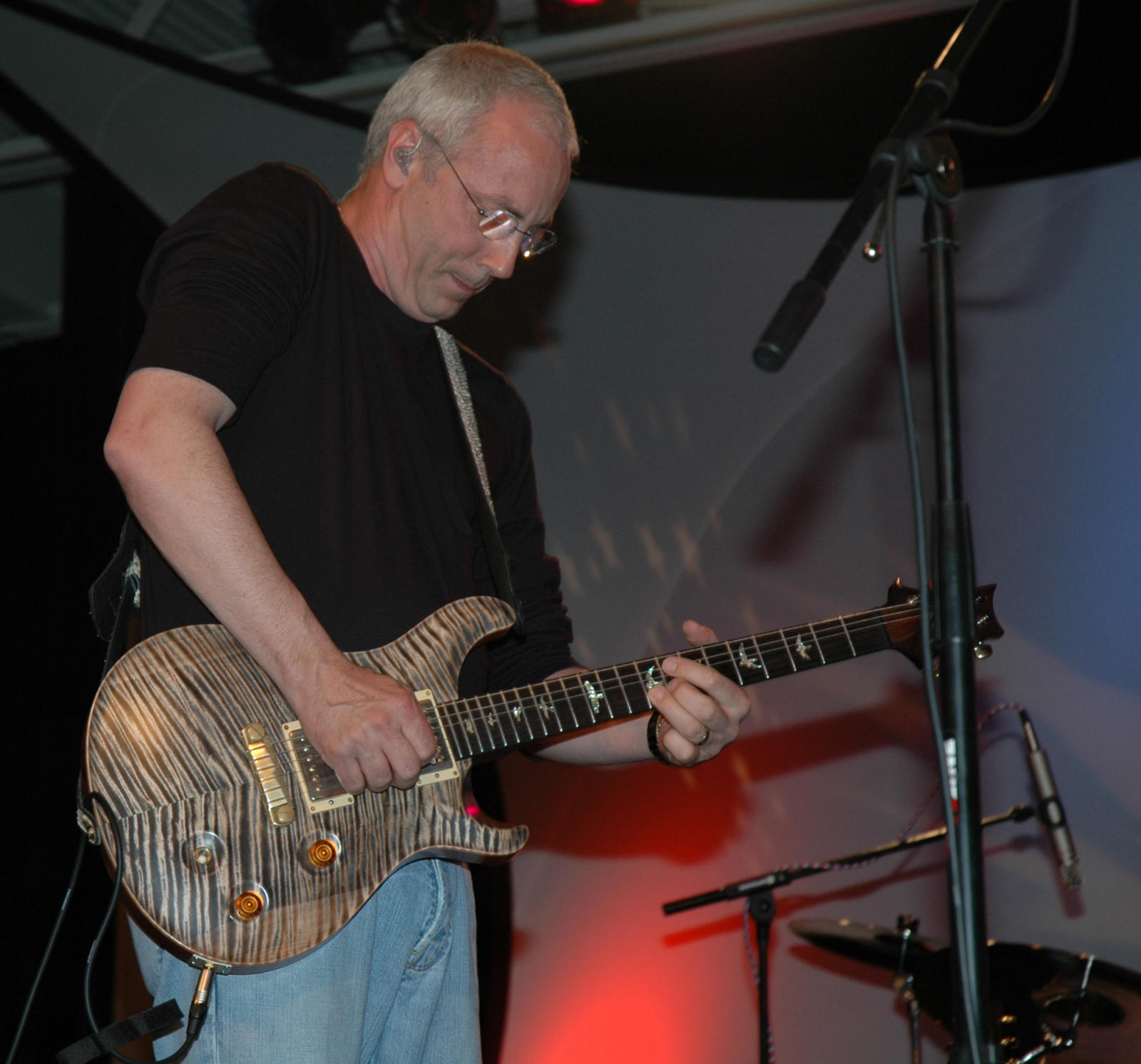
テキサス・ギター・フェスティバルにおいて自社のギターを試奏するポール・リード・スミス氏

## 創業者ポール・リード・スミス
ポール・リード・スミス（Paul Reed Smith、1956年2月18日 - ）はアメリカ合衆国メリーランド州出身のルシアーで、自らの名を冠するギターメーカーPRSギター（PRS Guitars, Paul Reed Smith Guitars）の創業者・会長である。
メリーランド・セント・メリーズ大学（St. Mary's College of Maryland）在学中にギター製作を開始し中退後も月1本のペースで手作りを継続、将来PRSギターの幹部となるジョン・イングラムと出会う。
1975年にテッド・ニュージェント・バンドの楽屋に潜り込み、ギタリストのデレック・セントホームズ（Derek St. Holmes）にギターを試弾してもらったことから人気が出た。デレックは舞台で使用し、他のミュージシャンにギターを見せたりした。カルロス・サンタナも大変気に入り、シグネチャーモデルを作るなど、PRSだけを自分のギターとした。
エクスプローラーやES-335、フライングVなどを作った元ギブソン社長のテッド・マッカーティー（Ted McCarty）に連絡し12年に亘り指導を乞う。その結果、ソリッドとホロウ・ボディーの生産を含むPRSギターが生まれる元となった。1985年にPRSギターを創業。テッド・マッカーティーやレオ・フェンダーと違い、スミス自身自らのバンドでギターを弾く。

## 概要
フェンダーやギブソンなどの老舗ギターメーカーと比べると若いメーカーではあるが、組み込み精度や調整、演奏性など、楽器のクオリティは高く評価されており、愛用しているミュージシャンも数多い。エレクトリックギターの二大巨頭といわれるギブソン・レスポールとフェンダー・ストラトキャスターのそれぞれの長所を組み合わせた設計を主とし、マホガニーバックにメイプルトップというボディに、トレモロユニットとロッキングチューナーを搭載したCustomシリーズが主力機種である。
デザイン面では、アーチトップボディ及びキルテッドメイプルやフレイムメイプルの木目を生かしたシースルーフィニッシュ、様々な鳥の飛行を象ったポジションマークなどが特徴として挙げられる。
最高級機種では、ギター全体を覆うドラゴンのインレイを持つモデルなども提供しているが、上記のような贅沢な仕様のため、全体的なモデル構成がかなり高額なものとなっていた。そのため、2001年頃より、より安価でコストパフォーマンス比を向上させた韓国生産のSE (Student Editionの略)シリーズが廉価版としての位置づけで加わった。
アメリカでは、ギターやベース以外の製品として、新たにギターアンプとシールドも発売した。

## 特徴
ピックアップについては、「ソープバー・ピックアップ」やホロウボディに使用されるピエゾピックアップなど一部機種を除いて自社製造のものを使用しており、機種によって違うピックアップが使われている（特にCustomは同じ機種でもフレット数の違う22と24で違うピックアップを使用している）。もともとハムバッキング系の機種が多いため、製造しているのはハムバッキングがほとんどで、HFSとVintage Bass（Custom 24）、Dragon II（Custom 22）、McCarty、Archtop、Santanaなどは単体でも販売している。契約しているアーティストの志向に合わせたアーティストモデルのピックアップも手掛けている。513と305で使用されているシングルコイルもPRS製である。近年、コイルの素材や製造機械などを1950年代と同じあるいはまったく同じ物を使用した「1959/2009」ハムバッカーなど、ヴィンテージ志向の強いピックアップを多く手掛け、また2010年には25th Anniversaryモデルで、シングルコイルサイズのハムバッカーである「NF(Narrow Field)」が登場している。NFにもヴィンテージ志向のモデルが存在する。
ソープバー・ピックアップはセイモア・ダンカンがPRSの製品に合わせ、特別にワインディングした特別仕様のピックアップである。ホロウボディはL.R.Baggs社製のPRS特製ピックアップとなっているが、2010年モデルとして登場したアコースティックギターにオプションとして用意されるピエゾピックアップは、PRSの独自開発の物となっている。過去に存在した「EG」シリーズには、リンディ・フレイリンが製作したオリジナルのシングルコイルピックアップを採用していた。これは、ピックアップカバー内のコイルが低音側と高音側に分けられた、フェンダー・プレシジョンベースのピックアップ構造と似たものとなっており、これによりハムノイズを打ち消す構造となっていたが、EGシリーズの製造終了に伴い、姿を消している。
SEのピックアップは、SE用のHFSなどPRSが開発したものを、韓国のG&B社がOEM契約生産をしている。このG&B社はESPやB.C.Richとも契約しており、低価格で高品質な製品を作っている。
その他、パーツも自社製造であり、特にペグとトレモロはPRSが既存のものをもとに、独自で開発したものを使用している。

### オプション
- バード・インレイ（Bird inlay）

鳥のシルエットを象ったインレイ。PRSの象徴のようなものである。現在のデザインはアウトラインをアバロンなど、その内側にはジェルを埋め込んだものである。初期のデザインはインレイ全体で鳥のシルエットを象ったデザインだったが、2008年の途中で変更され、その後はアウトラインだけにインレイが埋め込まれたものになり、現在に至る。アバロンが埋め込まれている。Customのボルトオンネック版であるCE以外、全てのモデルにオプションとしてつけられる。PRSの廉価版であるSEは以前は例外も含めて一切なかったが、25周年モデルを皮切りにつけられるようになった。Customなどのモデルは、現在、バード・インレイが標準でつけられている。通常のアバロン以外にアーティスト・パッケージのパウア貝やターコイズなどの種類があり、Private Stockでは金や銀の縁取りを施したものや、エッチングによって細かい模様を掘り込んだ金、銀、さらにオニキスやラピスラズリ、マラカイトなどの貴石、珊瑚など、材質だけでも更にたくさんの種類がある。20周年モデルでは鳥の飛行を象った「Birds in Flight」、25周年モデルは鳥に影が入った「Shadow Bird」と限定デザインがある。513と305だけは、他のモデルとは違い、独自のバード・インレイをもつ。
- ムーン・インレイ（Moon inlay）

通常のギターにあるようなドット・インレイに見えるが、アバロン貝を組み合わせることによって、ドットの中に月の満ち欠けのデザインが施されている。廉価版も含めて、大体のモデルにつけることが可能で、一部では標準になっている。
- 10top

北米で採れる膨大なメープル材の中で僅かなフィギアド・メープルという、斑点などがなく木目が美しいものを使用したギターの総称。10topのついたギターはフレイムやキルトの木目が特別美しく、ヘッドの裏側に10が刻印されている。10top以外のギターの目が悪いという訳ではなく、あくまでワンランク上のようなもので、レギュラーであっても10topに負けず劣らず良いギターもある。10topとは「10本のうち、最も木目が美しい1本」という意味である。20th Anniversaryはすべて10top仕様で仕上げられている。
- アーティスト・パッケージ（Artist Package）

パウア貝のバード・インレイやゴールドパーツ、ヘッドへのインレイを施したをローズウッドの化粧板貼付などにグレードアップできるオプション。

## 主なモデル

### ギター

#### レギュラーモデル

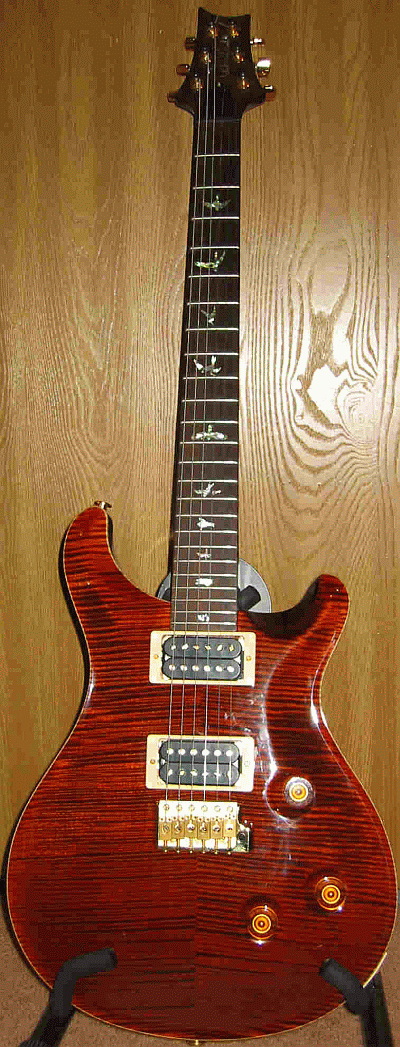
Custom 24

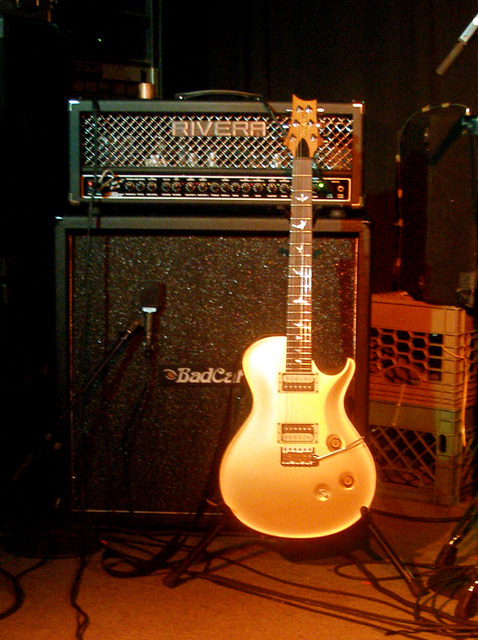
Singlecut Trem

- Custom（及びCE、Standard）
- Hollowbody

名前通り、フルアコースティックギターである。ピエゾ・ピックアップがオプションでつけられる。
- McCarty

当時のギブソン社長でPRSに様々な貢献をしたテッド・マッカーティーから名づけられた。Customよりボディに厚みがある。全てのMcCartyのモデルがセット・ネックである。普通のギターと同じペグである（ヘッドの寸法でロッキングチューナーもつけられない）。
- Mira

Santanaのボディシェイプを元に作られたモデル。PRSで数少ないピックガードがついている機種でCustomなどの機種と比べて安価である。コリーナボディなど様々な仕様がある。
- Modern Eagle

レギュラーモデルでのフラッグシップ機種、最初につくられた「Modern Eagle」はネックにブラジリアン・ローズウッドを使用していた。しかし、ブラジリアン・ローズウッドがワシントン条約により入手できなくなったことから、使用木材をリニューアルし、代替機種として「Modern Eagle II」登場した。「II」は1957/2008ピックアップを搭載。2010年には「II」の後継であるミニハムバッカーを3基搭載した「Modern Eagle III」が25周年モデルとして登場、同年秋からはレギュラーモデルとして「ME Quatro」が登場する。高級な木材などが使われ、フラッグシップ故に値段も高価である。
- Singlecut

その名の通り、レスポール系ギターを意識したシングルカットが施されているギターである。しかし、見た目がギブソン・レスポールに似ているという理由から過去に一度ギブソンから訴訟を起こされ、一時期生産中止になったが（PRSのアドバイザーであるギブソン元社長のテッド・マッカーティが亡くなった後の出来事である）、裁判の結果、ギブソン社の主張は全く相手にされず、「"an idiot"（アホ）のみが両者のギターを混同する」との判決が下った。なお、その数年後には製造開始された。
- Swamp Ash Special

PRSで唯一、ネックにメイプルを使用している。ハムバッカー2基の間にシングルコイルがある。ボルトオン・ネックである。
- 513

PRSオリジナルのシングルコイルだけが装備されたモデル。バード・インレイもこの機種独自のものである。見た目からアクティヴピックアップに見えるが、パッシブピックアップである。
5つのシングルピックアップが装備され、13種類のサウンドを出すことが出来る。
- 305

305は513の派生バージョン。シングルピックアップがフェンダー・ストラトキャスターと同じ配置で3つ装備されている。
など、他にも多数のモデルがある。また、ベースも製造している。

#### シグネチャー・モデル
- Santana

カルロス・サンタナのシグネチャーモデル。浅めのカッタウェイにシンメトリーのヘッドが特徴で、Santana I、II、IIIとシリーズになっている。
2010年には25周年を迎えたPRSのアニバーサリーモデルも発売された。

#### 廉価モデル
- SE（Student Editionの略）

韓国のWorld Musical Instruments社（World Musical Instruments Co, Ltd.,）が製造する廉価版モデル。廉価のCustom、Singlecutなどのシリーズがある。
- S2

アメリカ製の廉価版モデル。

### Private Stock
オーダーメイドによって作られるカスタム・ギターであり、スペシャル・チームによってハンドメイドで作られる。PRSやスペシャル・チームが特別につくることもあり、ギター全体をドラゴンの絵のインレイで覆われている「Dragon」はシリーズにもなっている。Private Stockのヘッドはレギャラーラインのポールのサインではなく、イーグルのマークになっている（Modern Eagleシリーズと25周年モデルのイーグルは別物）。後ろにPrivate Stockのシリアルナンバーのサインがある。Modern EagleはこのPrivate Stockから生まれた。

## 主な使用アーティスト

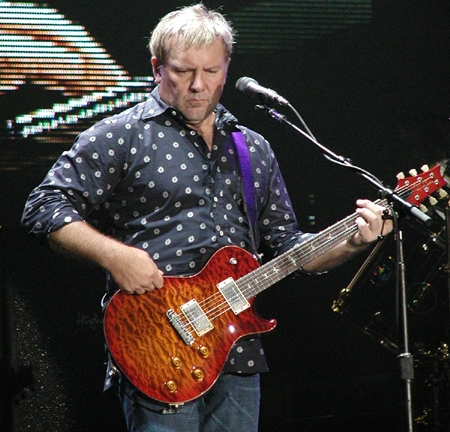
アレックス・ライフソン

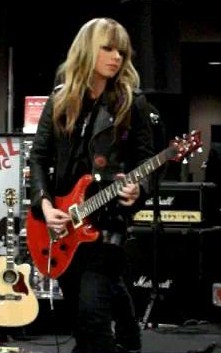
オリアンティ

### アメリカ合衆国
- アル・ディ・メオラ
- カルロス・サンタナ（サンタナ）
- キャット・ダイソン
- ジョシュ・ランド（ストーン・サワー）
- ジョニー・ハイランド
- ジョン・メイヤー
- デイヴ・バクシュ（ブラウン・ブリゲード）
- デイヴ・ナヴァロ
- ティム・マホニー（311)
- デヴィッド・グリッソム
- トム・ジョンストン（ドゥービー・ブラザーズ）
- ニール・ショーン（ジャーニー）
- ハワード・リース（元ハート）
- ビリー・マーティン（グッド・シャーロット）
- ブラッド・ギルス（ルビコン、ナイト・レンジャー）
- ブラッド・デルソン、マイク・シノダ（リンキン・パーク）
- マーク・トレモンティ（クリード、アルター・ブリッジ）
- マーク・ホルコム（ペリフェリー）
- マーティ・フリードマン
- ライアン・フィリップス（ストーリー・オブ・ザ・イヤー）
- ラリー・ラロンデ（プライマス）
- リチャード・ウィリアムス（カンサス）
- リック・デリンジャー

### カナダ
- アレックス・ライフソン（ラッシュ）
- チャド・クルーガー（ニッケルバック）

### イギリス
- ゲイリー・ムーア
- ジョン・マクラフリン
- スティーヴン・ウィルソン（ポーキュパイン・ツリー）
- ダラン・スミス（フューネラル・フォー・ア・フレンド）
- デイビー・ノウルズ
- ニック・カーショウ
- バーニー・マースデン
- ポール・アレンダー（クレイドル・オブ・フィルス）
- マイク・オールドフィールド

### スウェーデン
- ミカエル・オーカーフェルト（オーペス）

### オーストラリア
- オリアンティ・パナガリス
- ルーク・ヘミングス

### ニュージーランド
- マット・ブルックス（ライク・ア・ストーム）

### 日本
- 浅野孝已（ゴダイゴ）
- 安達久美
- 安藤正容（T-SQUARE）
- 井上裕治（GIRL NEXT DOOR）
- 岡野昭仁（ポルノグラフィティ）
- 岡本仁志（GARNET CROW）
- 尾崎豊
- 尾崎裕哉 父である尾崎豊の遺品を使用
- 小田孝（FIELD OF VIEW）
- 薫（DIR EN GREY）
- 薫（December Rain）
- 薫（THE GPKICKS）
- 薫（Dogfood Salmons）
- KAZI（山嵐）
- KAHO（Faulieu.）
- 嘉生大樹
- 克哉、彰（UVERworld）
- 桑田佳祐（サザンオールスターズ）
- 斎藤誠
- KENJI03 (BACK-ON)
- KOHKI (BRAHMAN)
- COU（有頂天、ex-ヤプーズ）
- TAKUMI（YELLOW FRIED CHICKENz、GACKT、SUGIZO）
- 柴崎浩（WANDS、abingdon boys school）
- 将吾（DIV）
- SCHON
- SUNAO（abingdon boys school）
- JESSE（RIZE）
- 新藤晴一（ポルノグラフィティ）
- SUGIZO（LUNA SEA、X JAPAN）
- DAITA
- 高橋しょう子
- 高見沢俊彦（THE ALFEE）
- takuya（アンティック-珈琲店-）
- Teru（MY FIRST STORY）
- Toshi Hiketa（引田寿徳）
- TOMO-ZO（Gacharic Spin）
- 長瀬智也
- 野村義男
- PABLO（Pay money To my Pain）
- 福山雅治
- 降谷建志（Dragon Ash）
- MASAHIKO (ROTTENGRAFFTY,Freedom Beats Orchestra)
- masato（liiloo）
- マキシマムザ亮君（マキシマムザホルモン）
- 宮城伸一郎
- 凛-Lin-（Lilith/Affective Synergy）
- 湯浅将平（Base Ball Bear）
- UZ（SPYAIR）
- Rockwell
- 渡辺香津美
- Toru（ONE OK ROCK）
- 山岸竜之介
- KANAMI（BAND-MAID) - 日本人として初めてPRSからシグネチャーギターを発売した[6]。
- 田口達也（Non Stop Rabbit）
- 及位CANDY平（Tha pino noir)
- 芳野藤丸
- 稲葉浩志（B'z)
- 横山裕（SUPER EIGHT）
- wata harikemu